# 195 v.Chr.
Het jaar 195 v.Chr. is een jaartal volgens de christelijke jaartelling. 

## Gebeurtenissen

### Italië
- In Rome worden Marcus Porcius Cato en Lucius Valerius Flaccus benoemd tot consul van het Imperium Romanum.
- Cato de Oudere onderdrukt een opstand in Hispania, hij vermijdt een nederlaag door de Kelt-Iberiërs 200 talenten (± 120,000 denarii) te betalen.
- De Senaat laat de Romeinse wet Lex Oppia (anti-luxewet), ondanks heftige tegenstand van Cato Censorius afschaffen.
- In Latium vraagt de handelskolonie Ferentinum (huidige Ferentino) het Romeins burgerrecht aan, de Senaat wijst dit voorstel af.

### Griekenland
- De Achaeïsche Bond belegert de Spartaanse havenstad Githion, de Romeinse vloot onder leiding van Titus Quinctius Flamininus gaat met 4.000 legionairs aan land. Nabis, tiran van Sparta, wordt gedwongen zich over te geven. De Spartanen treden toe tot de coalitie.

### Carthago
- Hannibal Barkas moet door politieke intriges Carthago ontvluchten en biedt zijn diensten aan bij Antiochus III van het Seleucidenrijk. Hij verleent hem asiel en begint op advies van Hannibal een veldtocht in Macedonië.

### Egypte
- Aristophanes van Byzantium wordt in Alexandrië benoemd tot hoofdbibliothecaris, hij introduceert het gebruik van leestekens en het Griekse lexicon.

### Perzië
- Einde van de Vijfde Syrische Oorlog, Antiochus III sluit een vredesverdrag met Egypte. Om de vrede te bezegelen trouwt Ptolemaeus V Epiphanes in Raphia (huidige Rafah) met zijn 9-jarige dochter Cleopatra I.

### China
- Han Gaozu overlijdt aan een pijlwond, die hij oploopt tijdens een grensconflict met de Xiongnu. De 15-jarige Han Huidi (195 - 188 v.Chr.) volgt zijn vader op als keizer van het Chinese Keizerrijk. Keizerin Lu Hou wordt regentes en houdt de feitelijke macht in handen.
- Chang'an, wordt de grootste metropool van de wereld, met ca. 250.000 inwoners.

## Geboren
- Zhang Qian (~195 v.Chr. - ~114 v.Chr.), Chinese ontdekkingsreiziger
- Mithridates I de Grote (~195 v.Chr. - ~138 v.Chr.), koning van Parthië
- Terentius (~195 v.Chr. - ~159 v.Chr.), Latijnse blijspeldichter

## Overleden
- Han Gaozu (~256 v.Chr. - ~195 v.Chr.), stichter van de Han-dynastie en keizer van het Chinese Keizerrijk (61)
- Rhyanus (~275 v.Chr. - ~195 v.Chr.), Grieks dichter (80)